# Arne Riberg
Arne Riberg (23 giugno 1909 – 3 aprile 1982) è stato un calciatore norvegese, di ruolo attaccante.

## Carriera

### Club
Riberg giocò con la maglia del Lyn Oslo.

### Nazionale
Conta una presenza per la Norvegia. Il 27 settembre 1931, infatti, fu schierato in campo nella sfida vinta per 2-1 contro la Svezia.